# パティ・ボイド
パトリシア・アン・ボイド（Patricia Anne Boyd、1944年3月17日 - ）は、イギリスのモデル・写真家。ジョージ・ハリスンとエリック・クラプトンの初妻。ハリスンの「サムシング」および「フォー・ユー・ブルー」、クラプトンの「いとしのレイラ」、「ワンダフル・トゥナイト」 や「ベル・ボトム・ブルース」といったラブソングにインスピレーションを与えたとされる。

## 来歴

### 幼少期、モデルとしての初期
サマセットのトーントンにて、コリン・イアン・ラングドン・ボイド(1918〜2012)とダイアナ・フランシス・ドライスデール(1925〜)（1942年8月結婚）の間に産まれる。長女であり、コリン（1946年）、ヘレン・メアリー（1947年、後にジェニーと呼ばれ、ミック・フリートウッドと結婚する）、ポーラ（1951年）の3人の妹がいる。ボイドは彼女自身のお気に入りの人形の名前からヘレン・ジェニーと呼ばれていた 。パイロットであった父が第二次世界大戦での負傷によりイギリス空軍から除隊された後、1948年から1953年の間、ボイドはケニアのナイロビで生活した。両親は1952年に離婚し、母ダイアナは1953年にタンガニーカ（現在のタンザニア）にてロバート・ゲイマー・ジョーンズ (Rober Gaymer-Jones)と再婚。その後2人は4人の子供を連れてイギリスへと帰郷する。夫婦はその後デヴィッド J.B.（1954年）とロバート・ジュニア（1955年）の二人の子供をもうけた。彼らはパティの義兄弟にあたる。パティ自身は修道院付属の寄宿学校に1961年まで所属したのち、1962年にロンドンへ移住。ロンドンでファッション雑誌にスカウトされ、モデルとしての活動を始めた。初仕事はエリザベス・アーデンのシャンプーの宣伝だった。しかし作家のマイケル・グロスの取材では美容師志望のパティはエリザベス・アーデンの経営する富裕層向けのビューティサロンでシャンプー係として勤務していたときに、ファッション雑誌の関係者にモデルになることを勧められたと書かれている。
1962年からファッションモデルとしての活動を開始。ボイドはやや出っ歯であったため、当初はカメラマンたちに受け入れられず、中には「モデルたちはウサギに似てなどいない（ウサギのような前歯のボイドはモデルにふさわしくない）」と言う者までいた。しかし数年の活動を経てモデルとして受け入れられ、ロンドン、ニューヨーク、パリ（マリー・クヮント等）で活躍した。撮影は主にデヴィド・ベイリー（David Bailey）やテレンス・ドノヴァン（Terence Donovan）が行った。
1964年には、ヴォーグのイギリス版およびイタリア版の表紙に登場。ジョージ・ハリスンの恋人になった後は、グロリア・スタヴァーズ (Gloria Stavers) からシックスティーン・マガジンへの連載の話を持ちかけられる。 1960年代の人気モデルであるツイッギーは、1966年にモデル業を始めた際、ボイドのスタイルを参考にしたと発言した。

### ジョージ・ハリスン
1964年、19歳のときにハリスンと出会う。きっかけは彼女が『ビートルズがやって来るヤァ!ヤァ!ヤァ!』にビートルズファンの女学生役で出演していたことだった。しかしボイドは一年に渡って交際していたエリック・スワイン(Eric Swayne) と婚約寸前であったため、彼への愛情から最初のデートの誘いは断った。一方で彼女は、ハリスンは今まで出会った中で最も美しい男性だとも語った。最初にハリスンが彼女に言ったことの一つは「結婚しないかい？」だった。ボイドが笑ったため、ハリスンは「じゃあ、結婚してくれないなら、今夜夕食でもどう？」と言ったという。数日後、ボイドが映画の撮影に呼び戻された時、ハリソンは彼女を再び誘い、そこで彼女はスワインとの関係を終わりにすることを決めた。二人の初めてのデートはコヴェント・ガーデンにあるギャリック・クラブ（会員制の紳士向けクラブ) にて、ビートルズのマネージャーであるブライアン・エプスタインを交えたものだった 。

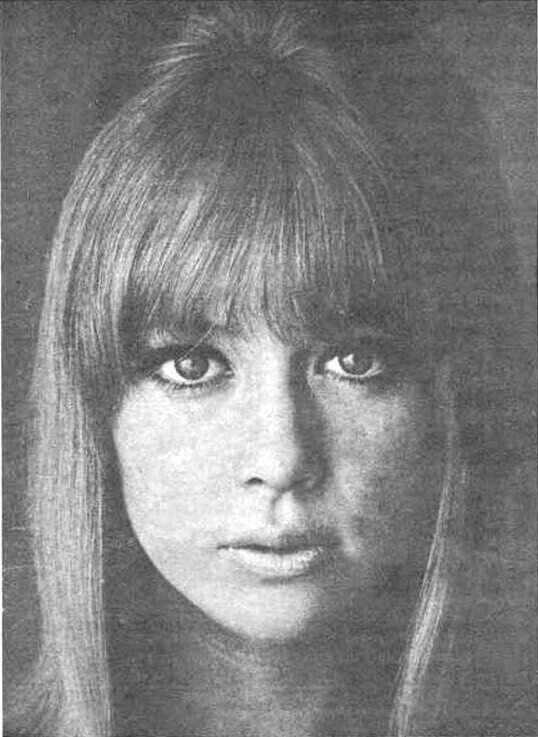
1965年のボイド

1965年、ボイドはハリスン、ジョン、そしてシンシア・レノンが初めてLSDに遭遇した場に居合わせていた。原因はロンドンの警察官の息子で歯科医のジョン・ライリー (John Riley)が彼らのコーヒーにLSDを混入させたことだった。4人は怒り狂い、激しい恐怖感を覚えた。興奮状態の中で、ボイドは店の窓を壊すところであったが、ハリスンが彼女を引き戻した。
1965年12月、ロンドンをドライブしていた時、ハリスンはボイドにプロポーズをしたが、ビートルズのツアー予定が無いことを確認するためにまずエプスタインと話さなければならないとも言った。1966年2月21日、サリーのエプソムにて、ポール・マッカートニー（付添人）とエプスタインの出席のもと、ボイドはハリスンと結婚。ジョン・レノンとリンゴ・スターは妻と共に海外旅行に逃れ、二人の結婚に関するジャーナリスト達の調査をかわしていた。パティはジョージとの生活をキンファウンス(Kinfauns)にて始める。二人は後にエプスタインと共に休暇を取り、フランス南のエズ近くにあるキャプ・エステル(Hotel Cap Estel)に滞在した  。
1966年9月、レノンがスペインで『ジョン・レノンの 僕の戦争』を撮影している間、ハリスンとボイドはシタールの名手であるラヴィ・シャンカルの客人としてボンベイに滞在しており、1966年10月23日にロンドンに戻ってきた。1967年8月24日、かねてから東洋神秘学に関心があり、スピリチュアル・リジェネレーション・ムーブメント(Spiritual Regeneration Movement)に参加していたボイドは、ビートルズをインドの神秘論者マハリシ・マヘーシュ・ヨーギーと会わせることを思い立つ。結果として彼らはバンガーを訪れ、彼と交流を持つこととなった。1967年6月25日、ボイドはわれらの世界での愛こそはすべての放送に参加。1968年、インドのリシケーシュ(Rishikesh)にあるマハリシのアシュラム(ashram)をビートルズが訪れた際にも同行した。

### ハリスンとの破局
ハリスンはイングランド北部の保守的な労働階級出身であり、妻は家にいるべきだという考えであった。そのためボイドはモデルの仕事を減らしていた。このことが離婚の原因であった。
レノンとミック・ジャガーもまた、ボイドに惹かれていたと発言しており、ジャガーは1980年代当時の恋人であったベベ・ビューエル(Bebe Buell)に、彼がボイドを数年に渡って誘惑したがダメだったことを告白している。1973年、ボイドは後にローリング・ストーンズのメンバーとなるロン・ウッドと浮気をし、そこでハリスンとは破局した。 ボイドによると、ハリスンは病気という名目で彼女との休暇の約束を取り消し、ウッドの妻であるクリシーを誘ってサルバドール・ダリに会いにスペインに行っていたという。しかしハリスンはクリシーと関係を持ったことは後に否定している。ボイドの弁解は、ハリスンがクリシー・ウッドとスペインに行っている間、彼女は妹のポーラと共にバハマへ旅行しており、そのときにロン・ウッドが同行したいと言ってきたというものだった。ボイドとウッドはロンドンに帰るとすぐ記者たちに嗅ぎ付けられ、1973年11月25日に二人のことが報道される。ボイドはハリスンの宗教への加熱と性格の変貌が、取り返しがつかないほど彼女を遠ざけたと述べている。その後1974年の6月に離婚。ボイドはロサンゼルスにいた妹のジェニーのもとに身を寄せた。

### エリック・クラプトン
1960年代の終盤、クラプトンとハリスンは親しい友人となり、作曲やレコーディングを共に行うようになった。クラプトンがボイドに恋慕の情を抱き始めたのはこの頃とされている。クラプトンはまたボイドの17歳の妹のポーラにも惹かれ、彼女自身も彼に引かれていた。しかしポーラは「いとしのレイラ」を聞いてクラプトンの元を去った。クラプトンがポーラを姉の代わりとしか見ていないことが、その曲から明らかであったからである。1970年代の前半に彼女がクラプトンの誘いを拒絶したことで、彼はヘロイン中毒に陥り、アリス・オームズバイ・ゴアと三年間放浪したとボイドは語っている。一方で、クラプトンのデレク・アンド・ザ・ドミノス時代の唯一のスタジオアルバムである「いとしのレイラ」は、彼のボイドに対する愛を表明するために書かれたものであった。アルバムは同名曲「いとしのレイラ」を収録しており、この曲は二つのヴァージョンが共にヒットした。
二人は1979年に結婚。外面的には完璧なカップルであったが、結婚生活は諍いに満ちていた。ボイドは飲酒および薬物の使用を認めているのにもかかわらず、クラプトンとは違い彼女はアルコール依存症や薬物依存症になることはなかった。ボイドはクラプトンがアルコール依存症の治療に取り組まなくなったことで彼の元から去ったと述べている。その後彼女は、写真家のウィル・クリスティーと付き合うようになる。1984年にクラプトンはイボンヌ・ケリーと一年に渡って関係を持ち、1985年の1月に彼女との間に娘のルースが産まれた。クラプトンとケリーは娘の誕生について一切公表しておらず、1991年に行われたクラプトンの息子のコナーの葬式まで彼の子供と明かされなかった。ボイドは「最も傷ついたのは、エリックが最初から子供のことを知っていたこと。彼はまだ私を愛していると復縁を迫る一方で、イボンヌに養育費を六年にも渡って支払っていたの」 ボイドはクラプトンのアルコール依存症と結婚前から始まっていた幾度もの浮気を数年間耐えた上で、彼と離婚したとしている。結局、クラプトンのイタリア人モデルのロリ・デル・サントとの浮気が決め手となり、クラプトンとボイドは1989年に離婚した。ロリ・デル・サントは1986年にコナーを出産していた。またボイド自身は体外受精を試みたにもかかわらず、妊娠することができなかった。ボイドとクラプトンは離婚原因を「不貞行為(infidelity and unreasonable behavior)」としている。二人の関係が散々なものだったのにもかかわらず、二人はその後数年に渡り友人であり続けた。

### 写真と自伝
彼女が撮影したハリスンとクラプトンとの日々の写真展"Through the Eye of a Muse"が、2005年のバレンタインデーにサンフランシスコ・アート・エクスチェンジで開かれている。 展覧会は2006年の2月にサンフランシスコで、同年の6月から7月の6週間に渡ってロンドンで再び行われた。また2008年にはカリフォルニアのラホヤにあるモリソン・ホテルでも展示された。2008年9月にはダブリンのギャラリー・ナンバー・ワン、2008年の11月12月にはカナダのトロントのグレート・ホールにて展示されている。同展はまた2009年12月にオーストラリアのシドニーのブレンダー・ギャラリー、2009年12月28日から2010年1月10日までにはバルバドスとランカスター・グレート・ハウスにて展示された。
またボイドの自伝である「プルーク」「ワンダフル・トゥデイ」が2007年8月23日にホッダー・ヘッドライン社から刊行された。アメリカでは「ワンダフル・トゥナイト」として2007年8月28日にハーモニーブックスから刊行され、彼女の写真を同梱している。自伝には、950,000ポンド（日本円にして約1億3000万円）が前渡金として支払われた。ジャーナリストのペニー・ジュノーとの共著である。
この企画を聞いた彼女と交友関係にあった有名ミュージシャンたちは、今まで世間に知られていなかった彼ら自身の不名誉な話や、様々な悪行が表沙汰になるのを恐れて戦々恐々だった。しかしながらボイドは、俎上に上がった有名ミュージシャンからの高額な名誉毀損訴訟を恐れて自制したため、衝撃的な暴露ネタはなく、かなり穏便な内容になっている。
2007年、ボイドはウェスト・サセックスの17世紀に建てられた小別荘に暮らしており、彼女の自伝とクラプトンの自伝の販売競争を楽しんでいるといわれる。アメリカでは、ボイドの本はニューヨーク・タイムズのベストセラーリストに初登場1位となった。

## 曲へのインスピレーション
ボイドはハリスンのビートルズとしての楽曲「サムシング」にインスピレーションを与えたと主張している。この曲はフランク・シナトラにここ50年で最高のラブソングと言わしめた ほどであり、ハリスンの代表曲と呼ばれている。ボイドはハリスンが「サムシング」を彼女のために書いたと言ったとしているが、二人が離別した後は、ハリスンはレイ・チャールズのための曲を考えていたと言っている。
ボイドはまた「ベル・ボトム・ブルース」にもインスピレーションを与えたとしている。伝えられるところによれば、クラプトンがマイアミへの旅行帰りに彼女にジーンズをプレゼントした後にこの曲を書いたということである。これは同アルバムの「いとしのレイラ」にも現れている。曲名はクラプトンが友人から聞いたペルシアに伝わる報われない愛の物語『ライラとマジュヌーン』から取られている。
1976年9月7日、クラプトンはポール・マッカートニーとリンダ・マッカートニーの年一度のバディ・ホリーパーティに出席する際、ボイドの準備が済むのを待っている間に、ワンダフル・トゥナイトを書いた。「ワンダフル・トゥナイト」について、ボイドは「私は何年もあの曲に傷つけられているわ。エリック、その前はジョージにああいう曲を書くインスピレーションを与えたことは、私にとってとても嬉しかった。『ワンダフル・トゥナイト』は二人の関係を最も強く思い出させるの。だから、うまくいかなくなってしまった今では、聴くことがとても苦痛だわ」と言った。